# Hamburger Sport-Verein 2020-2021
Questa voce raccoglie le informazioni riguardanti l'Hamburger Sport-Verein nelle competizioni ufficiali della stagione 2020-2021.

## Stagione
Nella stagione 2020-2021 l'Amburgo, allenato da Daniel Thioune e Horst Hrubesch, concluse il campionato di 2. Bundesliga al 4º posto. In Coppa di Germania l'Amburgo fu eliminato al primo turno dalla Dinamo Dresda.

## Rosa
| N. |                        | Ruolo | Calciatore             |
| -- | ---------------------- | ----- | ---------------------- |
| 1  | Portogallo (bandiera)  | P     | Daniel Heuer Fernandes |
| 2  | Germania (bandiera)    | D     | Jan Gyamerah           |
| 3  | Germania (bandiera)    | D     | Moritz Heyer           |
| 4  | Paesi Bassi (bandiera) | D     | Rick van Drongelen     |
| 6  | Germania (bandiera)    | C     | David Kinsombi         |
| 7  | Germania (bandiera)    | A     | Khaled Narey           |
| 8  | Tunisia (bandiera)     | C     | Jeremy Dudziak         |
| 9  | Germania (bandiera)    | A     | Simon Terodde          |
| 10 | Germania (bandiera)    | C     | Sonny Kittel           |
| 12 | Germania (bandiera)    | P     | Tom Mickel             |
| 14 | Germania (bandiera)    | C     | Aaron Hunt             |
| 18 | Gambia (bandiera)      | A     | Bakery Jatta           |
| 19 | Germania (bandiera)    | A     | Manuel Wintzheimer     |
| 20 | Germania (bandiera)    | C     | Klaus Gjasula          |

| N. |                     | Ruolo | Calciatore        |
| -- | ------------------- | ----- | ----------------- |
| 21 | Germania (bandiera) | D     | Tim Leibold       |
| 24 | Belgio (bandiera)   | C     | Amadou Onana      |
| 26 | Germania (bandiera) | P     | Sven Ulreich      |
| 27 | Germania (bandiera) | D     | Josha Vagnoman    |
| 28 | Germania (bandiera) | D     | Gideon Jung       |
| 32 | Ghana (bandiera)    | C     | Moritz Kwarteng   |
| 34 | Germania (bandiera) | D     | Jonas David       |
| 35 | Germania (bandiera) | D     | Stephan Ambrosius |
| 37 | Germania (bandiera) | D     | Toni Leistner     |
| 38 | Germania (bandiera) | C     | Jonah Fabisch     |
| 39 | Germania (bandiera) | D     | Bryan Hein        |
| 40 | Germania (bandiera) | P     | Leo Oppermann     |
| 42 | Germania (bandiera) | C     | Ogechika Heil     |
| 45 | Germania (bandiera) | A     | Robin Meißner     |

## Organigramma societario
Area tecnica
- Allenatore: Horst Hrubesch
- Allenatore in seconda: Hannes Drews, Merlin Polzin
- Preparatore dei portieri: Kai Rabe
- Preparatori atletici: Daniel Müssig, Sebastian Capel

## Calciomercato

### Sessione estiva
| Acquisti | Acquisti           | Acquisti         | Acquisti |
| R.       | Nome               | da               | Modalità |
| -------- | ------------------ | ---------------- | -------- |
| P        | Sven Ulreich       | Bayern Monaco    |          |
| D        | Moritz Heyer       | Osnabrück        |          |
| D        | Toni Leistner      | QPR              |          |
| A        | Simon Terodde      | Colonia          |          |
| C        | Klaus Gjasula      | Paderborn        |          |
| D        | Jonas David        | Kickers Würzburg |          |
| A        | Aaron Opoku        | Hansa Rostock    |          |
| D        | David Bates        | Sheffield Weds   |          |
| C        | Jonah Fabisch      | Amburgo U19      |          |
| C        | Amadou Onana       | Hoffenheim U19   |          |
| A        | Manuel Wintzheimer | Bochum           |          |

| Cessioni | Cessioni           | Cessioni            | Cessioni |
| R.       | Nome               | a                   | Modalità |
| -------- | ------------------ | ------------------- | -------- |
| D        | Ewerton            | Kickers Würzburg    |          |
| A        | Aaron Opoku        | Jahn Ratisbona      |          |
| C        | Jairo              | Malaga              |          |
| P        | Julian Pollersbeck | Olympique Lione     |          |
| D        | David Bates        | Cercle Bruges       |          |
| D        | Jordan Beyer       | Borussia M'gladbach |          |
| C        | Adrian Fein        | Bayern Monaco       |          |
| A        | Martin Harnik      | Werder Brema        |          |
| A        | Joel Pohjanpalo    | Bayer Leverkusen    |          |
| C        | Louis Schaub       | Colonia             |          |

### Sessione invernale
| Acquisti | Acquisti | Acquisti | Acquisti |
| R.       | Nome     | da       | Modalità |
| -------- | -------- | -------- | -------- |

| Cessioni | Cessioni         | Cessioni       | Cessioni |
| R.       | Nome             | a              | Modalità |
| -------- | ---------------- | -------------- | -------- |
| A        | Bobby Wood       | Real Salt Lake |          |
| A        | Lukas Hinterseer | Ulsan HD       |          |
| C        | Xavier Amaechi   | Karlsruhe      |          |

## Risultati

### 2. Bundesliga

#### Girone di andata
| Arbitro: | Dingert |

|                         |           |                |
| Terodde 45’ (rig.), 60’ | Marcatori | 90’ Zimmermann |

| Arbitro: | Winkmann |

|                                    |           |                                                  |
| Srbeny 34’ (rig.) Führich 36’, 38’ | Marcatori | 14’ Wintzheimer 24’, 56’ Terodde 82’ (rig.) Hunt |

| Arbitro: | Günsch |

|                                      |           |  |
| Wintzheimer 17’ Kittel 57’ Narey 72’ | Marcatori |  |

| Arbitro: | Petersen |

|  |           |           |
|  | Marcatori | 45’ Narey |

| Arbitro: | Siebert |

|                              |           |           |
| Terodde 65’, 82’ Leibold 90’ | Marcatori | 40’ Dietz |

| Arbitro: | Gräfe |

|                  |           |                          |
| Terodde 12’, 84’ | Marcatori | 35’ Zalazar 82’ Makienok |

| Arbitro: | Storks |

|          |           |           |
| Mees 90’ | Marcatori | 43’ Heyer |

| Arbitro: | Reichel |

|                    |           |                                      |
| Terodde 65’ (rig.) | Marcatori | 35’ (rig.) Žulj 78’ Blum 82’ Chibsah |

| Arbitro: | Badstübner |

|                          |           |                         |
| Kühlwetter 27’, 44’, 90’ | Marcatori | 16’ Kittel 24’ Leistner |

| Arbitro: | Dankert |

|  |           |              |
|  | Marcatori | 13’ Weydandt |

| Arbitro: | Winter |

|           |           |                  |
| Kempe 78’ | Marcatori | 70’, 87’ Terodde |

| Arbitro: | Gerach |

|                                         |           |  |
| Terodde 30’, 67’ Onana 78’ Vagnoman 90’ | Marcatori |  |

| Arbitro: | Günsch |

|             |           |                      |
| Hofmann 14’ | Marcatori | 3’ Jatta 82’ Terodde |

| Arbitro: | Koslowski |

|                                    |           |                |
| Kinsombi 21’ Terodde 39’ Jatta 61’ | Marcatori | 33’ Besuschkow |

| Arbitro: | Brych |

|                |           |             |
| Nürnberger 14’ | Marcatori | 33’ Terodde |

| Arbitro: | Schlager |

|                                                         |           |  |
| Kittel 16’ Jatta 41’, 48’ Vagnoman 54’ Trapp 61’ (aut.) | Marcatori |  |

| Arbitro: | Kampka |

|                  |           |                                        |
| Kroos 9’ Bär 42’ | Marcatori | 45’, 65’ Kinsombi 51’ Terodde 59’ Hunt |

#### Girone di ritorno
| Düsseldorf 26 gennaio 2021, ore 20:30 CET 18ª giornata | Fortuna Düsseldorf | 0 – 0 referto | Amburgo | Merkur Spiel-Arena (0 spett.)\| Arbitro: \| Cortus \| |
| Arbitro:                                               | Cortus             |               |         |                                                       |

| Arbitro: | Siebert |

|                          |           |            |
| Heyer 8’ Kittel 21’, 53’ | Marcatori | 41’ Michel |

| Arbitro: | Badstübner |

|                                         |           |                                      |
| Hochscheidt 26’ Fandrich 50’ Krüger 61’ | Marcatori | 14’, 30’ (rig.) Terodde 22’ Kinsombi |

| Amburgo 13 febbraio 2021, ore 13:00 CET 21ª giornata | Amburgo   | 0 – 0 referto | Greuther Fürth | Volksparkstadion (0 spett.)\| Arbitro: \| Stegemann \| |
| Arbitro:                                             | Stegemann |               |                |                                                        |

| Arbitro: | Waschitzki-Günther |

|                                      |           |                      |
| Hašek 19’ Douglas 30’ Sontheimer 54’ | Marcatori | 72’ Dudziak 89’ Wood |

| Arbitro: | Aytekin |

|            |           |  |
| Kyereh 88’ | Marcatori |  |

| Arbitro: | Reichel |

|             |           |        |
| Terodde 23’ | Marcatori | 8’ Lee |

| Arbitro: | Brych |

|  |           |                     |
|  | Marcatori | 29’ Onana 89’ Narey |

| Arbitro: | Günsch |

|                  |           |  |
| Leibold 15’, 50’ | Marcatori |  |

| Arbitro: | Badstübner |

|                                |           |                    |
| Haraguchi 56’, 84’ Ducksch 68’ | Marcatori | 14’, 34’, 50’ Hunt |

| Arbitro: | Kampka |

|             |           |                      |
| Dudziak 77’ | Marcatori | 51’ Berko 60’ Dursun |

| Arbitro: | Osmers |

|                                     |           |                 |
| Ambrosius 46’ (aut.) Keita-Ruel 52’ | Marcatori | 76’ Wintzheimer |

| Arbitro: | Waschitzki-Günther |

|             |           |            |
| Terodde 56’ | Marcatori | 57’ Gordon |

| Arbitro: | Heft |

|            |           |            |
| Albers 45’ | Marcatori | 83’ Kittel |

| Arbitro: | Zwayer |

|                                                          |           |                              |
| Meißner 30’ Jatta 37’ Terodde 45’, 80’ (rig.) Kittel 76’ | Marcatori | 41’ Shuranov 89’ Rosenlöcher |

| Arbitro: | Siebert |

|                                    |           |                         |
| Santos 34’ Multhaup 61’ Heider 84’ | Marcatori | 37’ Meißner 82’ Leibold |

| Arbitro: | Alt |

|                                        |           |  |
| Kittel 7’, 21’ Meißner 45’ Terodde 76’ | Marcatori |  |

### Coppa di Germania
| Arbitro: | Badstübner |

|                                                 |           |           |
| Stark 3’ Becker 16’ Daferner 53’ Mai 90’ (rig.) | Marcatori | 89’ Onana |

## Statistiche

### Statistiche di squadra
| Competizione      | Punti | In casa | In casa | In casa | In casa | In casa | In casa | In trasferta | In trasferta | In trasferta | In trasferta | In trasferta | In trasferta | Totale | Totale | Totale | Totale | Totale | Totale | DR  |
| Competizione      | Punti | G       | V       | N       | P       | Gf      | Gs      | G            | V            | N            | P            | Gf           | Gs           | G      | V      | N      | P      | Gf     | Gs     | DR  |
| ----------------- | ----- | ------- | ------- | ------- | ------- | ------- | ------- | ------------ | ------------ | ------------ | ------------ | ------------ | ------------ | ------ | ------ | ------ | ------ | ------ | ------ | --- |
| 2. Bundesliga     | 58    | 17      | 10      | 4       | 3       | 40      | 16      | 17           | 6            | 6            | 5            | 31           | 28           | 34     | 16     | 10     | 8      | 71     | 44     | +27 |
| Coppa di Germania | -     | 0       | 0       | 0       | 0       | 0       | 0       | 1            | 0            | 0            | 1            | 1            | 4            | 1      | 0      | 0      | 1      | 1      | 4      | -3  |
| Totale            | 58    | 17      | 10      | 4       | 3       | 40      | 16      | 18           | 6            | 6            | 6            | 32           | 32           | 35     | 16     | 10     | 9      | 72     | 48     | +24 |

### Andamento in campionato
| Giornata  | 1 | 2 | 3 | 4 | 5 | 6 | 7 | 8 | 9 | 10 | 11 | 12 | 13 | 14 | 15 | 16 | 17 | 18 | 19 | 20 | 21 | 22 | 23 | 24 | 25 | 26 | 27 | 28 | 29 | 30 | 31 | 32 | 33 | 34 |
| --------- | - | - | - | - | - | - | - | - | - | -- | -- | -- | -- | -- | -- | -- | -- | -- | -- | -- | -- | -- | -- | -- | -- | -- | -- | -- | -- | -- | -- | -- | -- | -- |
| Luogo     | C | T | C | T | C | C | T | C | T | C  | T  | C  | T  | C  | T  | C  | T  | T  | C  | T  | C  | T  | T  | C  | T  | C  | T  | C  | T  | C  | T  | C  | T  | C  |
| Risultato | V | V | V | V | V | N | N | P | P | P  | V  | V  | V  | V  | N  | V  | V  | N  | V  | N  | N  | P  | P  | N  | V  | V  | N  | P  | P  | N  | N  | V  | P  | V  |
| Posizione | 5 | 1 | 1 | 1 | 1 | 1 | 1 | 1 | 3 | 4  | 4  | 2  | 2  | 1  | 1  | 1  | 1  | 1  | 1  | 1  | 1  | 1  | 4  | 3  | 2  | 2  | 2  | 4  | 4  | 5  | 4  | 4  | 5  | 4  |

Legenda:

Luogo: C = Casa; T = Trasferta. Risultato: V = Vittoria; N = Pareggio; P = Sconfitta.

### Statistiche dei giocatori
| Giocatore        | 2. Bundesliga | 2. Bundesliga | 2. Bundesliga | 2. Bundesliga | Coppa di Germania | Coppa di Germania | Coppa di Germania | Coppa di Germania | Totale   | Totale | Totale      | Totale     |
| Giocatore        | Presenze      | Reti          | Ammonizioni   | Espulsioni    | Presenze          | Reti              | Ammonizioni       | Espulsioni        | Presenze | Reti   | Ammonizioni | Espulsioni |
| ---------------- | ------------- | ------------- | ------------- | ------------- | ----------------- | ----------------- | ----------------- | ----------------- | -------- | ------ | ----------- | ---------- |
| X. Amaechi       | 1             | 0             | 0             | 0             | 1                 | 0                 | 0                 | 0                 | 2        | 0      | 0           | 0          |
| S. Ambrosius     | 26            | 0             | 7             | 0             | 0                 | 0                 | 0                 | 0                 | 26       | 0      | 7           | 0          |
| J. David         | 3             | 0             | 0             | 0             | 1                 | 0                 | 0                 | 0                 | 4        | 0      | 0           | 0          |
| J. Dudziak       | 27            | 2             | 2             | 0             | 1                 | 0                 | 0                 | 0                 | 28       | 2      | 2           | 0          |
| J. Fabisch       | 0             | 0             | 0             | 0             | 0                 | 0                 | 0                 | 0                 | 0        | 0      | 0           | 0          |
| D. Fernandes     | 2             | 0             | 0             | 0             | 1                 | 0                 | 0                 | 0                 | 3        | 0      | 0           | 0          |
| K. Gjasula       | 15            | 0             | 3             | 0             | 1                 | 0                 | 0                 | 0                 | 16       | 0      | 3           | 0          |
| J. Gyamerah      | 25            | 0             | 3             | 0             | 0                 | 0                 | 0                 | 0                 | 25       | 0      | 3           | 0          |
| O. Heil          | 6             | 0             | 0             | 0             | 0                 | 0                 | 0                 | 0                 | 6        | 0      | 0           | 0          |
| B. Hein          | 0             | 0             | 0             | 0             | 0                 | 0                 | 0                 | 0                 | 0        | 0      | 0           | 0          |
| M. Heyer         | 32            | 2             | 5             | 0             | 0                 | 0                 | 0                 | 0                 | 32       | 2      | 5           | 0          |
| L. Hinterseer    | 4             | 0             | 0             | 0             | 1                 | 0                 | 0                 | 0                 | 5        | 0      | 0           | 0          |
| A. Hunt          | 27            | 5             | 2             | 0             | 1                 | 0                 | 0                 | 0                 | 28       | 5      | 2           | 0          |
| B. Jatta         | 27            | 5             | 1             | 0             | 0                 | 0                 | 0                 | 0                 | 27       | 5      | 1           | 0          |
| G. Jung          | 19            | 0             | 3             | 0             | 0                 | 0                 | 0                 | 0                 | 19       | 0      | 3           | 0          |
| D. Kinsombi      | 26            | 4             | 2             | 0             | 0                 | 0                 | 0                 | 0                 | 26       | 4      | 2           | 0          |
| S. Kittel        | 31            | 9             | 4             | 1             | 1                 | 0                 | 1                 | 0                 | 32       | 9      | 5           | 1          |
| M. Kwarteng      | 3             | 0             | 0             | 0             | 0                 | 0                 | 0                 | 0                 | 3        | 0      | 0           | 0          |
| T. Leibold       | 29            | 4             | 4             | 1             | 1                 | 0                 | 0                 | 0                 | 30       | 4      | 4           | 1          |
| T. Leistner      | 19            | 1             | 0             | 1             | 1                 | 0                 | 1                 | 0                 | 20       | 1      | 1           | 1          |
| R. Meißner       | 10            | 3             | 0             | 0             | 0                 | 0                 | 0                 | 0                 | 10       | 3      | 0           | 0          |
| T. Mickel        | 0             | 0             | 0             | 0             | 0                 | 0                 | 0                 | 0                 | 0        | 0      | 0           | 0          |
| K. Narey         | 29            | 3             | 2             | 0             | 1                 | 0                 | 0                 | 0                 | 30       | 3      | 2           | 0          |
| A. Onana         | 25            | 2             | 6             | 1             | 1                 | 1                 | 0                 | 0                 | 26       | 3      | 6           | 1          |
| A. Opoku         | 1             | 0             | 0             | 0             | 0                 | 0                 | 0                 | 0                 | 1        | 0      | 0           | 0          |
| L. Oppermann     | 0             | 0             | 0             | 0             | 0                 | 0                 | 0                 | 0                 | 0        | 0      | 0           | 0          |
| S. Terodde       | 33            | 24            | 3             | 0             | 1                 | 0                 | 0                 | 0                 | 34       | 24     | 3           | 0          |
| S. Ulreich       | 32            | 0             | 1             | 0             | 0                 | 0                 | 0                 | 0                 | 32       | 0      | 1           | 0          |
| J. Vagnoman      | 24            | 2             | 2             | 0             | 1                 | 0                 | 0                 | 0                 | 25       | 2      | 2           | 0          |
| M. Wintzheimer   | 32            | 3             | 1             | 0             | 1                 | 0                 | 0                 | 0                 | 33       | 3      | 1           | 0          |
| B. Wood          | 16            | 1             | 2             | 0             | 1                 | 0                 | 1                 | 0                 | 17       | 1      | 3           | 0          |
| R. van Drongelen | 4             | 0             | 1             | 0             | 0                 | 0                 | 0                 | 0                 | 4        | 0      | 1           | 0          |